# Сингальська абетка
Синга́льська абе́тка (синг. සිංහල අක්ෂර මාලාව, Siṁhala Akṣara Mālāva) — алфавіт сингальскої мови. Він використовується народом сингалів, що населяють переважно Шрі-Ланку, а також богослужебними мовами палі та санскрит. Сингальська писемність, яка є різновидом індійського письма, виникла з брахмі і тісно пов'язана з грантхою і кадамбою.
Сингальська мова містить два алфавіти: базовий та розширений. Базовий алфавіт називається śuddha siṃhala (синг. ශුද්ධ සිංහල) або eḷu hōḍiya (синг. එළු හෝඩිය), відображає рідні для мови фонеми. Для відображення фонем санскриту і палі використовується розширений набір букв, званий miśra siṃhala (синг. මිශ්‍ර සිංහල).
Базовий алфавіт складається з 33 букв, з яких 12 позначають голосні і 21 — приголосні. Розширений алфавіт містить 54 літери: 18 голосних і 36 приголосних.

## Характеристика

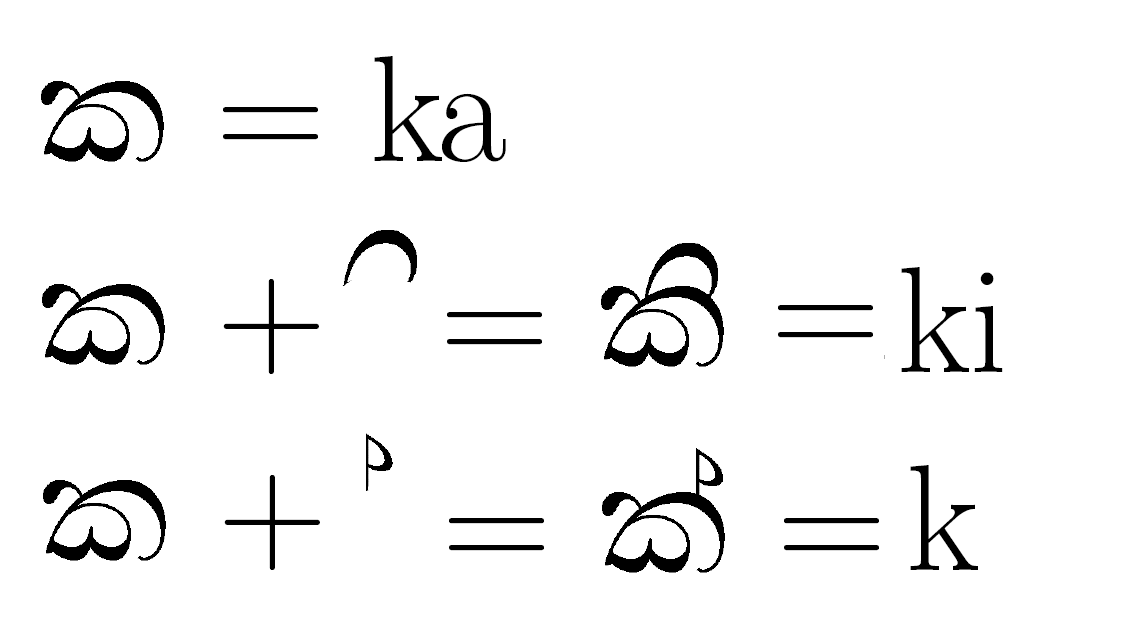
Змін в позначені голосної при різних пов'язаних з нею звуками.

Текст пишеться зліва направо. Сингальське письмо це абугіда, тобто кожен приголосний має невід'ємний голосний, який може бути змінений або видалений за допомогою спеціальних знаків. При відсутності додаткових знаків використовується звук.
Більшість букв сингальского алфавіту мають округлу, вітіювату форму, прямі лінії майже не зустрічаються. Це тому, що в давнину сингальські тексти писали на сухих пальмових листках, і прямі лінії просто привели б до розрізу листа по жилах.
Базовий набір букв формує алфавіт śuddha siṃhala (синг. ශුද්ධ සිංහල), який є частиною алфавіту miśra siṃhala (синг. මිශ්‍ර සිංහල). Цей набір має всі необхідні букви для запису класичних сингальских текстів, описаних в Sidatsan̆garā (1300 рік). Класична сингальска мова називається Eḷu, тому і алфавіт носить назву Eḷu hōdiya (синг. එළු හෝඩිය).

## Історія та використання
Сингальське письмо є похідним від письма брахмі. Воно має походження з Північної Індії близько 3 століття до н. е., але також має сліди впливу письмен Південної Індії, особливо від ранньої грантхі.
У місті Анурадхапура були знайдені гончарні вироби 6 століття до н. е. з письменами на пракриті, датованими 2 століттям до н. е.
До 9 століття н. е. з'явилася література сингальською мовою, наприклад, деякі буддійські тексти, написані на палі.
Сьогодні алфавіт використовується приблизно 16 мільйонами людей у найрізноманітніших ситуаціях і контекстах, наприклад, в газетах, телепередачах, урядових документах, підручниках.

## Літери

### Базовий алфавіт
| Голосні        | අ     | ආ           | ඇ     | ඈ           | ඉ     | ඊ           | උ     | ඌ           | එ      | ඒ            | ඔ     | ඕ           |
| -------------- | ----- | ----------- | ----- | ----------- | ----- | ----------- | ----- | ----------- | ------ | ------------ | ----- | ----------- |
| Назва          | аянна | дігра аянна | еянна | дігра еянна | іянна | дігра іянна | уянна | дігра уянна | ейянна | дігра ейянна | оянна | дігра оянна |
| Транслітерація | a     | ā           | æ     | ǣ           | i     | ī           | u     | ū           | e      | ē            | o     | ō           |

| Приголосні     | ක      | ග      | ඟ              | ච      | ජ       | ට      | ඩ      | ණ      | ඬ              | ත                 | ද                 | ඳ              | ප                 | බ                 | ම      | ඹ           | ය     | ර      | ල              | ළ                | ව      | ස              | හ      |
| -------------- | ------ | ------ | -------------- | ------ | ------- | ------ | ------ | ------ | -------------- | ----------------- | ----------------- | -------------- | ----------------- | ----------------- | ------ | ----------- | ----- | ------ | -------------- | ---------------- | ------ | -------------- | ------ |
| Назва          | каянна | ґаянна | сан'яка гаянна | чаянна | джаянна | таянна | даянна | наянна | сан'яка даянна | альпапрана таянна | альпапрана даянна | сан'яка даянна | альпапрана паянна | альпапрана баянна | Маянна | Амба баянна | яянна | раянна | дантаджа лаяна | мурдхаджа лаянна | ваянна | талуджа саянна | хаянна |
| Транслітерація | ka     | ga     | ňga            | ca     | ja      | ṭa     | ḍa     | ṇa     | ňḍa            | ta                | da                | ňda            | pa                | ba                | ma     | m̌ba         | ya    | ra     | la             | ḷa               | va     | sa             | ha     |

### Розширений алфавіт
| Голосні        | ඍ       | ඎ             | ඓ      | ඖ      | ඏ       | ඐ             |
| -------------- | ------- | ------------- | ------ | ------ | ------- | ------------- |
| Назва          | іруянна | дігра іруянна | айянна | ауянна | ілуянна | дігра ілуянна |
| Транслітерація | r̥       | r̥̄             | ai     | au     | l̥       | l̥̄             |

| Приголосні     | ඛ                | ඝ                | ඞ                | ඡ                | ඣ                 | ඤ               | ඨ                 | ඪ                 | ථ                | ධ                | න               | ඵ                | භ                | ශ              | ෂ                | ෆ      |
| -------------- | ---------------- | ---------------- | ---------------- | ---------------- | ----------------- | --------------- | ----------------- | ----------------- | ---------------- | ---------------- | --------------- | ---------------- | ---------------- | -------------- | ---------------- | ------ |
| Назва          | махапрана каянна | махапрана ґаянна | кантаджа насікая | махапрана чаянна | махапрана джаянна | талуджа насікая | махапрана ттаянна | махапрана ддаянна | махапрана таянна | махапрана даянна | дантаджа наянна | махапрана паянна | махапрана баянна | талуджа саянна | мурдхаджа саянна | фаянна |
| Транслітерація | kha              | gha              | ṅa               | cha              | jha               | ña              | ṭha               | ḍha               | tha              | dha              | na              | pha              | bha              | śa             | ṣa               | fa     |